# Ceratocapsus rubricornis
Ceratocapsus rubricornis är en insektsart som beskrevs av Knight 1927. Ceratocapsus rubricornis ingår i släktet Ceratocapsus och familjen ängsskinnbaggar. Inga underarter finns listade i Catalogue of Life.